# ناحیه فیربانکس، میشیگان
ناحیه فیربانکس (به انگلیسی: Fairbanks Township) یک منطقهٔ مسکونی در ایالات متحده آمریکا است که در شهرستان دلتا، میشیگان واقع شده‌است.
 ناحیه فیربانکس ۷۷۵٫۰ کیلومتر مربع مساحت و ۲۸۱ نفر جمعیت دارد و ۱۷۷ متر بالاتر از سطح دریا واقع شده‌است.